# Tricyphona (Tricyphona) auripennis
Tricyphona (Tricyphona) auripennis is een tweevleugelige uit de familie Pediciidae. De soort komt voor in het Nearctisch gebied.